# Információs rendszer felhasználásával elkövetett csalás
A kiberbűnözés egyik esete, az információs rendszer felhasználásával elkövetett csalás a magyar Büntető Törvénykönyv (2012. évi C. törvény) 375. §-ában szabályozott bűncselekmény.  A köznapi nyelv szokásosan számítógépes csalásként említi. Információs rendszer alatt a következőket értik: az adatok automatikus feldolgozását, kezelését, tárolását, továbbítását biztosító berendezés, vagy az egymással kapcsolatban lévő ilyen berendezések összessége.

## Alapesete
A bűncselekmény alapesete: "Aki jogtalan haszonszerzés végett információs rendszerbe adatot bevisz, az abban kezelt adatot megváltoztatja, törli, vagy hozzáférhetetlenné teszi, illetve egyéb művelet végzésével az információs rendszer működését befolyásolja, és ezzel kárt okoz, bűntett miatt három évig terjedő szabadságvesztéssel büntetendő.

## Minősített esetei
A büntetés 1 évtől 5 évig terjedő szabadságvesztés, ha
- a) az információs rendszer felhasználásával elkövetett csalás jelentős kárt okoz, vagy
- b) a nagyobb kárt okozó információs rendszer felhasználásával elkövetett csalást bűnszövetségben vagy üzletszerűen követik el.[3]

A büntetés 2 évtől 8 évig terjedő szabadságvesztés, ha
- a) az információs rendszer felhasználásával elkövetett csalás különösen nagy kárt okoz, vagy
- b) a jelentős kárt okozó információs rendszer felhasználásával elkövetett csalást bűnszövetségben vagy üzletszerűen követik el.[4]

A büntetés 5 évtől 10 évig terjedő szabadságvesztés, ha
- a) az információs rendszer felhasználásával elkövetett csalás különösen jelentős kárt okoz, vagy
- b) a különösen nagy kárt okozó információs rendszer felhasználásával elkövetett csalást bűnszövetségben vagy üzletszerűen követik el.[5]

Az (1)-(4) bekezdés szerint büntetendő, aki hamis, hamisított vagy jogosulatlanul megszerzett elektronikus készpénz-helyettesítő fizetési eszköz felhasználásával vagy az ilyen eszközzel történő fizetés elfogadásával okoz kárt.
Az (5) bekezdés alkalmazásában a külföldön kibocsátott elektronikus készpénz-helyettesítő fizetési eszköz a belföldön kibocsátott készpénz-helyettesítő fizetési eszközzel azonos védelemben részesül.

## Története
Az informatika térhódításával párhuzamosan megjelent egyre több, ehhez kapcsolódó bűncselekmény. Az első számítógépes bűncselekmények már az 1950-es évek végére datálhatóak, legfőképpen az Amerikai Egyesült Államokban. A támadások ma már legtöbbször egyedi felhasználók ellen irányulnak, zömében bankok és bankszámlák ellen.
A bűnözés szerkezetét is megváltoztatta a piacgazdaságra való áttérés, megjelentek új bűncselekmények, melyek törvényi tényállását a hatályos BTK nem tartalmazta, így a felelősségre vonás jogi akadályokba ütközött. Ilyen új bűncselekményfajta a számítógépes bűnözés. Pillanatnyilag[mikor?] az egyetlen, "számítógéphez köthető" bűncselekmény a BTK-ban a számítógépes csalás (computer-based fraud), mely a kiberbűnözés legelterjedtebb formája. A számítógépes csalás 1996-ban a gazdasági bűncselekményeknek csupán hozzávetőleg 1 százalékát adta, 1997-ben pedig már 5 százalékát. 1999-ben és 2000-ben a számítógépes csalás a gazdasági bűncselekmények mindössze 1,5-1,7 százalékát tette ki. A legtöbb számítógépes csalást 1998-ban regisztrálták. 1999-ben az ismertté vált bűncselekmények száma az 1997-es érték alá csökkent, és 2000-ben sem változott meg a csökkenési tendencia.
A számítógépes csalásokon belül a károkozással járók szaporodása, ugyanakkor az ismertté vált bűnelkövetők számának csökkenése, a számítógépes csalás „profi” szintre való áttolódására utal: a profi csaló ritkábban bukik le, viszont több bűncselekményt követ el.